# Sphagneticola
Sphagneticola é um género botânico pertencente à família Asteraceae.

## Espécies
O gênero Sphagneticola possui 5 espécies reconhecidas atualmente.
- Sphagneticola brachycarpa (Baker) Pruski
- Sphagneticola calendulacea (L.) Pruski
- Sphagneticola gracilis (Rich.) Pruski
- Sphagneticola trilobata (L.) Pruski
- Sphagneticola ulei O.Hoffm.